# Rio São Francisco
Le rio São Francisco est un important fleuve brésilien qui naît dans la Serra da Canastra dans le sud de l'État du Minas Gerais, à approximativement 1 200 m d'altitude, traverse du sud au nord cet État puis celui de Bahia où il s'incurve à l'est et fait la frontière avec l'État du Pernambouc, puis il termine sa boucle vers le sud-est, séparant les États du Sergipe et de l'Alagoas. Enfin, il se jette dans l'océan Atlantique. Auparavant nommé « Opara », il a été rebaptisé en hommage à Saint-François d'Assise, fondateur de l'ordre des franciscains, très présents dans la région durant la période coloniale. Il est aussi connu sous les noms de Nil brésilien ou encore de fleuve de l'unité nationale. Ce dernier nom fait référence à l'union qu'il opère entre les deux plus importants groupes d'États brésiliens : les États industrialisés du sud-est et ceux agricoles du nord-est.

## Bassin du rio São Francisco
Le fleuve a une longueur totale de 3 160 km. Il draine une superficie de 617 812 km2, plus étendue que la France et la Suisse réunies. Ses principaux affluents sont les rios Paraopeba, Abaeté, das Velhas, Jequitaí, Paracatu, Urucuia, Verde Grande, Carinhanha, Corrente et Grande. Ces rivières sont pour la plupart originaires du sud du Minas Gerais où les précipitations sont nettement plus abondantes que plus au nord.
Le débit moyen du rio São Francisco de plus de 3 000 m3/s, très irrégulier, est important, supérieur aux débits du Rhin à son embouchure, du Nil à Khartoum et aux débits du Tigre et de l'Euphrate réunis.

## Villes traversées
Les régions traversées par le fleuve sont vastes et peu peuplées, mais il y a quelques villes moyennes qui s'y sont installées. Depuis sa source, le fleuve passe par Pirapora, São Francisco, Januária, Bom Jesus da Lapa, Xique-Xique, puis il baigne les villes jumelles de Petrolina et Juazeiro, enfin Paulo Afonso. Les zones baignées sont sèches et arides, si bien que les autres cités sont petites et peu développées. Seule l'agglomération Petrolina-Juazeiro a bien prospéré. Ces deux cités sont importantes pour la production de fruits dans la région, liée à l'irrigation due au barrage de Sobradinho.

## Les débits à Juazeiro
Le débit du fleuve a été observé pendant 66 ans (1929-1994) à Juazeiro, localité de l'État de Bahia située à 610 km, soit assez loin de son embouchure sur l'océan.
À Juazeiro, le débit annuel moyen ou module observé sur cette période a été de 2 711 m3/s pour un territoire de 510 800 km2, ce qui représente 82,6 % de la totalité du bassin versant du fleuve.

## Navigation

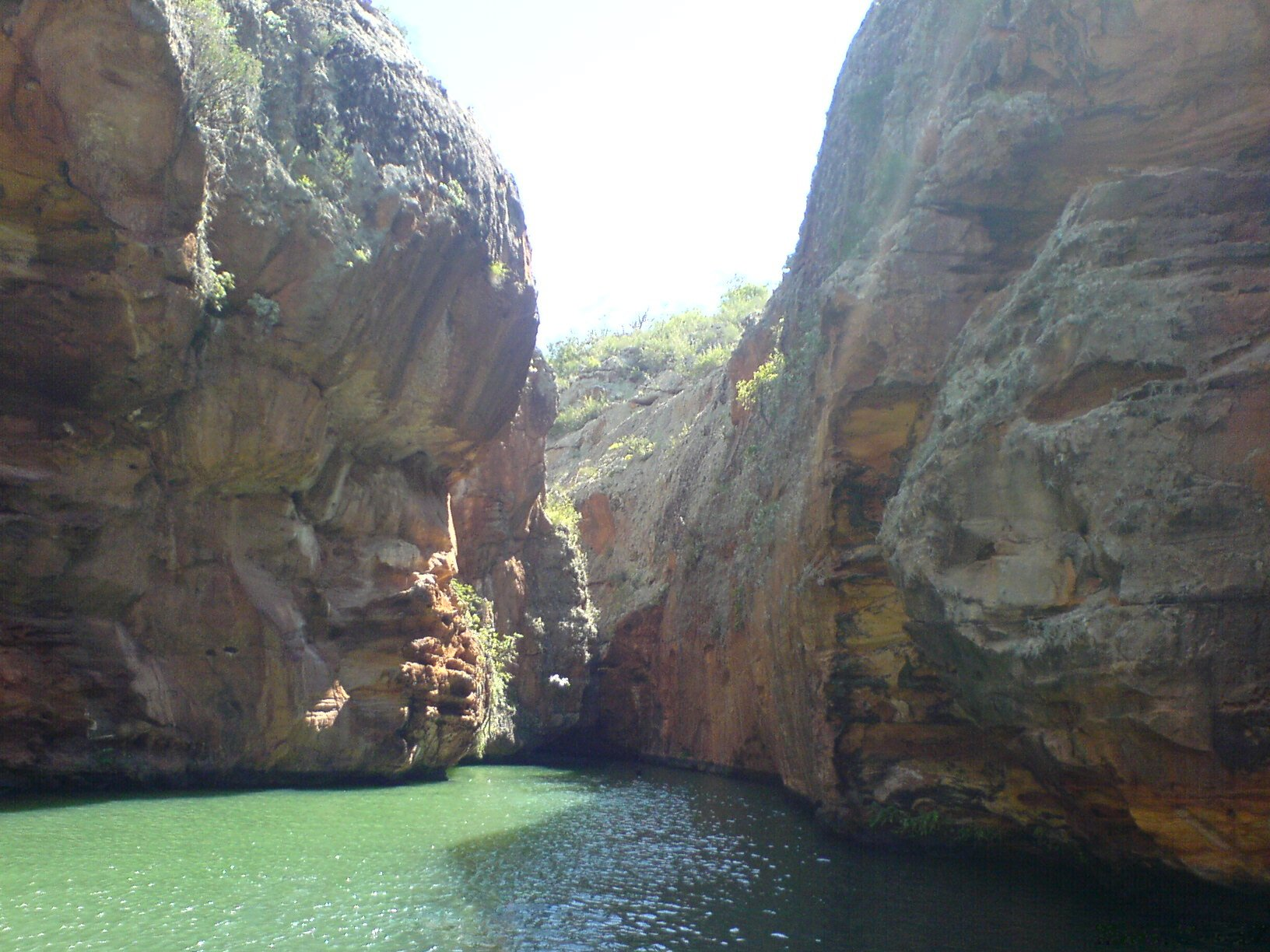
Impressionnant canyon sur le rio São Francisco

Les sections navigables sont situées dans le cours moyen et inférieur du fleuve. La plus longue d'entre elles, entre Pirapora et Juazeiro-Petrolina, est longue de 1 371 km. La première sous-section, qui va de Pirapora au sud (au Minas Gerais) à l'extrémité amont du réservoir de Sobradinho, c'est-à-dire près de la ville de Xique-Xique (Bahia), a 1 074 km d'extension. La navigation y est du ressort de la société FRANAVE.
Les principales marchandises transportées sur le fleuve sont le ciment, le sel, le sucre, le riz, le soja, les produits manufacturés divers, le bois et surtout le gypse. Sur les sections navigables s'exerce aussi le transport de touristes sur des embarcations adéquates.
Le dernier bateau à roues à aubes encore en service au Brésil, le Benjamim Guimarães, navigue sur le rio São Francisco.

## Sources
- Certaines infos sont recueillies de http://www.transportes.gov.br.
- Municipes du bassin du São Francisco http://www.valedosaofrancisco.com.br/Municipios/DivisaoPolitica-MG.asp

## Transfert des eaux vers d'autres bassins fluviaux
L'abondance du débit du fleuve en contraste avec la pauvreté en eau de divers États du nord-est du pays est à la base de projet de détournement des eaux vers d'autres bassins fluviaux, et ce depuis le règne de l'Empereur Dom Pedro II.